# Morlaix
Morlaix (bretonsko Montroulez) je naselje in občina v severozahodni francoski regiji Bretanji, podprefektura departmaja Finistère. Leta 2008 je naselje imelo 15.574 prebivalcev.

## Geografija
Kraj leži v pokrajini Trégor ob sotočju rek Jarlot in Queffleut, ki skupaj tvorita reko Dossen, 58 km vzhodno od Bresta. Na ozemlju občine se nahaja letališče Morlaix-Ploujean.

## Uprava
Morlaix je sedež istoimenskega kantona, v katerega so poleg njegove vključene še občine Plourin-lès-Morlaix, Saint-Martin-des-Champs in Sainte-Sève s 25.736 prebivalci.
Naselje je prav tako sedež okrožja, v katerem se nahajajo kantoni Landivisiau, Lanmeur, Morlaix, Plouescat, Plouigneau, Plouzévédé, Saint-Pol-de-Léon, Saint-Thégonnec, Sizun in Taulé s 121.331 prebivalci.

## Zanimivosti
|  |  |  |

- nekdanji jakobinski samostan iz 13. do 15. stoletja, danes se v njem nahaja muzej lepih umetnosti,
- gotska cerkev sv. Melanija, škofa Rennesa, iz 15. stoletja,
- karmeličanski vodnjak iz 15. stoletja,
- Četrt s cerkvijo sv. Mateja,
- tobačna tovarna iz 18. stoletja,
- železniški viadukt, 58 metrov visok in 285 metrov dolg, zgrajen leta 1864,
- italijansko gledališče (1888),
- Grad château de Suscinio z botaničnim vrtom, Ploujean.

## Osebnosti
- Jean Victor Marie Moreau, francoski general (1763-1813);

## Pobratena mesta
- Chełm (Lublinsko vojvodstvo, Poljska),
- Réo (Burkina Faso),
- Truro (Anglija, Združeno kraljestvo),
- Würselen (Severno Porenje - Vestfalija, Nemčija).